# جنیفر الیز کوکس
جنیفر الیز کوکس (انگلیسی: Jennifer Elise Cox؛ زادهٔ ۲۹ نوامبر ۱۹۶۹) یک هنرپیشه اهل ایالات متحده آمریکا است.
او در فیلم گاهی برمی‌گردند... دوباره بازی کرده‌است.